# العلاقات الإسواتينية الماليزية
العلاقات الإسواتينية الماليزية هي العلاقات الثنائية التي تجمع بين إسواتيني وماليزيا.

## مقارنة بين البلدين
هذه مقارنة عامة ومرجعية للدولتين:
| وجه المقارنة                                              | إسواتيني                                   | ماليزيا       |
| --------------------------------------------------------- | ------------------------------------------ | ------------- |
| المساحة (كم2)                                             | 17.36 ألف                                  | 330.29 ألف    |
| عدد السكان (نسمة)                                         | 1.37 مليون                                 | 31.62 مليون   |
| الكثافة السكانية (ن./كم²)                                 | 78.92                                      | 95.73         |
| العاصمة                                                   | لوبامبا، مبابان                            | كوالالمبور    |
| اللغة الرسمية                                             | لغة إنجليزية، لغة سوازي                    | لغة ماليزية   |
| العملة                                                    | ليلانغيني سوازيلندي                        | رينغيت ماليزي |
| الناتج المحلي الإجمالي (بليون دولار)                      | 4.41 مليار                                 | 314.50 مليار  |
| الناتج المحلي الإجمالي (تعادل القوة الشرائية) بليون دولار | 11.13 مليار                                | 817.43 مليار  |
| الناتج المحلي الإجمالي الاسمي للفرد دولار أمريكي          | 3.20 ألف                                   | 9.77 ألف      |
| الناتج المحلي الإجمالي للفرد دولار أمريكي                 | 8.29 ألف                                   | 25.64 ألف     |
| مؤشر التنمية البشرية                                      | 0.531                                      | 0.779         |
| رمز المكالمات الدولي                                      | +268                                       | +60           |
| رمز الإنترنت                                              | .sz                                        | .my           |
| المنطقة الزمنية                                           | التوقيت القياسي لجنوب أفريقيا، ت ع م+02:00 | ت ع م+08:00   |

## مدن متوأمة
في ما يلي قائمة باتفاقيات التوأمة بين مدن إسواتينية وماليزية:
- ترتبط مبابان مع Mersing [الإنجليزية]‏ باتفاقية توأمة منذ 1997.

## منظمات دولية مشتركة
يشترك البلدان في عضوية مجموعة من المنظمات الدولية، منها:
| علم المنظمة | اسم المنظمة                               | تاريخ انضمام إسواتيني | تاريخ انضمام ماليزيا |
| ----------- | ----------------------------------------- | --------------------- | -------------------- |
|             | مؤسسة التنمية الدولية                     | 22 سبتمبر 1969        | 24 سبتمبر 1960       |
|             | يونسكو                                    | 25 يناير 1978         | 16 يونيو 1958        |
|             | وكالة ضمان الاستثمار متعدد الأطراف        | 18 أبريل 1990         | 6 ديسمبر 1991        |
|             | الأمم المتحدة                             | 24 سبتمبر 1968        | 17 سبتمبر 1957       |
|             | دول الكومنولث                             | ?                     | ?                    |
|             | الاتحاد البريدي العالمي                   | ?                     | ?                    |
|             | البنك الدولي للإنشاء والتعمير             | 22 سبتمبر 1969        | 7 مارس 1958          |
|             | الاتحاد الدولي للاتصالات                  | 11 نوفمبر 1970        | 3 فبراير 1958        |
|             | منظمة حظر الأسلحة الكيميائية              | ?                     | ?                    |
|             | مؤسسة التمويل الدولية                     | 22 سبتمبر 1969        | 20 مارس 1958         |
|             | المركز الدولي لتسوية المنازعات الاستشارية | 14 يوليو 1971         | 14 أكتوبر 1966       |
|             | منظمة التجارة العالمية                    | ?                     | ?                    |
|             | منظمة الشرطة الجنائية الدولية             | ?                     | ?                    |

## وصلات خارجية
- موقع وزارة الخارجية الماليزية